# كينيتيكا 1
كينيتيكا 1 (بالصينية: 力箭一号؛ البينيين: Lìjiàn yī hào؛ بالترجمة الحرفية '�ل', '�', '�', '�و', '� ', '�لقوي-1') المعروف أيضًا باسم ليجيان-1 ، LJ-1 هو مركبة إطلاق مدارية صينية صغيرة الحجم طورتها شركة CAS Space.

## التصميم
كينيتيكا 1 صاروخ طوله 30 م (98 قدم)، وقطره 2.65 م (8 قدم 8 بوصة) ويزن 135 طن. يتكون من أربع مراحل تعمل بالوقود الصلب. قادر على رفع 1.5 طن إلى 500 كـم (310 ميل) مدار متزامن مع الشمس أو 2 طن إلى مدار أرضي منخفض.

## التاريخ
أجرت CAS Space اختبارات أرضية لـكينيتيكا-1 ذي الأربع مراحل في نوفمبر 2021. أُجريت رحلته الأولى في 27 يوليو 2022، حيث أرسل 6 أقمار صناعية إلى مدار متزامن مع الشمس.